# Tobias Foss
Tobias Foss, född 25 maj 1997 i Vingrom, är en norsk professionell landsvägscyklist.

## Karriär
Foss har cyklat professionellt sedan 2017. Bland hans meriter kan nämnas guld vid världsmästerskapen i tempolopp år 2022. År 2024 vann han första etappen i Tour of the Alps.